# Somnambule
Die Somnambule ist ein Medien- und Kunstfestival, das an die Blütezeit des Stummfilms in Berlin-Weißensee erinnern soll. Sie fand im September 2010 das erste Mal statt. Benannt ist das Festival nach dem Somnambule, einer Figur im Kultfilm Das Cabinet des Dr. Caligari. Ein Somnambule oder Somnambulist ist jemand, der an Somnambulismus (Schlafwandeln) leidet.

## Spielorte
Spielorte sind das ehemalige Stummfilmkino Delphi sowie die Bühne, die Galerie und das Kino des Kunst- und Kulturzentrums Brotfabrik Berlin.

## Erste Somnambule 2010
Das legendäre Schlüsselwerk, der 1919 von Robert Wiene geschaffene und in Weißensee gedrehte Stummfilm Das Cabinet des Dr. Caligari, war Ausgangspunkt für eine Auseinandersetzung mit ästhetischen, sozialen und politischen Hintergründen.
Teilnehmende Künstler waren unter anderem Thierry Zaboitzeff (Ex-„Art Zoyd“), Conny Bauer, Sigune von Osten und John Bock. Zu sehen waren nicht nur Filmvorführungen, sondern auch Stummfilmkonzerte, Performances, Theateraufführungen, Diskussionen und Galeriebeiträge.
Das Festival wurde finanziert durch Mittel des Hauptstadtkulturfonds, des Kulturamts Pankow, der DEFA-Stiftung und des British Council Berlin.